# Hốt Tất Liệt Truyền Kỳ
Hốt Tất Liệt Truyền Kỳ (giản thể: 忽必烈传奇; phồn thể: 忽必烈傳奇; bính âm: Hū bì liè chuán qí) là một bộ phim truyền hình Trung Quốc kể về cuộc đời của Hốt Tất Liệt và những sự kiện dẫn đến việc thành lập triều đại nhà Nguyên do người Mông Cổ cai trị tại đất Trung Quốc. Bộ phim bắt đầu bấm máy vào năm 2011. Phim công chiếu lần đầu tại Liên hoan Truyền hình Thượng Hải 2013 trong ba ngày từ 11–13 tháng 6 năm 2013, và phát sóng lần đầu trên đài Hồ Nam từ ngày 21–30 tháng 7 năm 2013.